# خلاصة التواریخ
خلاصة التواریخ وقایع نگاری به زبان فارسی است که توسط سوجان رای در امپراتوری گورکانی (هند امروزی) نوشته شده‌است. این کتاب به تاریخ هندوستان (شمال شبه قاره هند) می‌پردازد و همچنین حاوی جزئیاتی در مورد امپراتوری گورکانی معاصرش است. نویسنده این اثر را در سال ۱۶۹۵ میلادی در زمان سلطنت اورنگ زیب به پایان رساند. درج اطلاعاتی در مورد مرگ اورنگ زیب بعداً با یک حاشیه به نسخه اصلی اضافه شد.

## تألیف و تاریخ
نام نویسنده در هیچ جای کتاب اصلی ذکر نشده‌است، اما یادداشت‌های حاشیه‌نویسان در چندین نسخه خطی از او به عنوان سوجان رای یاد می‌کنند. برخی از نسخه‌های خطی بهنداری یا باتالوی را به نام او اضافه کرده‌اند. عنوان منشی نیز پیشوند نام اوست. یک نسخه خطی او را «منشی منشیان» می‌نامد.
رای یک هندو ختری از باتالا بود. در جوانی به عنوان دبیر برخی از بزرگان خدمت کرده بود. او زبان‌های هندی، فارسی و سانسکریت را می‌دانست.
خلاصة التواریخ در چهلمین سال سلطنت اورنگ زیب مطابق با سال ۱۶۹۵ میلادی تکمیل شد. بیشتر نسخه‌های خطی حاوی شرح مختصری از مرگ اورنگ زیب در پایان هستند که در سطور محدودی نوشته شده‌اند. اعتقاد بر این است که این بخش در نسخه اولیه نبوده و بعدتر توسط یک حاشیه‌نگار افزوده شده‌است و در نسخه‌های بعدی تکرار شده‌است.

## فهرست

### پیشگفتار
این کتاب دارای پیشگفتاری طویل است که شامل فهرستی از ۲۷ اثر تاریخی فارسی و سانسکریت می‌باشد و به عنوان مرجع استفاده شده‌است:
ترجمه فارسی آثار سانسکریت
1. رزم نامه، ترجمه مهابهارات. اثر عبدالقادر بدائونی و شیخ محمد سلطان تانه‌سری. به سفارش اکبر
2. ترجمه رامایانا، به سفارش اکبر
3. ترجمه هاریومسا، ترجمه مولانا تبریزی. به سفارش اکبر
4. جوگ باسیشت، ترجمه یوگا واسیشتا نوشته شیخ احمد. به سفارش دارا شکوه
5. کتاب باگاوات
6. گل افشان، ترجمه سینگاسان باتیسی
7. ترجمه رجولی اثر بیدهادهار توسط نیبهورام
8. ترجمه راجاتارنگینی اثر پاندیت راگو ناث توسط مولانا عماد الدین.

متون فارسی
1. تاریخ محمود غزنوی اثر مولانا عنصری؛ دربارهٔ محمود غزنوی
2. تاریخ سلطان شهاب الدین غوری; دربارهٔ محمد غور
3. تاریخ السلطان علاءالدین خلجی؛ دربارهٔ علاءالدین خلجی
4. تاریخ فیروزشاهی مولانا اعزالدّین خالد خانی. دربارهٔ فیروز شاه تغلق
5. تاریخ افاغنه اثر حسین خان افغان
6. ظفر نامه اثر شرف الدین علی یزدی ; در مورد تیمور
7. تیمورنامه اثر حطیفی؛ در مورد تیمور
8. اکبر نامه از ابوالفضل؛ دربارهٔ اکبر
9. تاریخ اکبرشاهی عطا بیگ قزوینی. دربارهٔ اکبر
10. اکبرنامه شیخ الهداد منشی مرتضی خانی؛ دربارهٔ اکبر
11. طبقات اکبری از نظام الدین احمد بخشی؛ دربارهٔ اکبر
12. اقبال نامه
13. جهانگیر نامه ; دربارهٔ جهانگیر
14. تاریخ شاه جهان واریس خان تصحیح سعدالله خان. دربارهٔ شاه جهان
15. تاریخ عالمگیری اثر میرمحمدکاظم؛ دربارهٔ اورنگ زیب
16. تاریخ بهادرشاهی ; دربارهٔ بهادر شاه گجراتی

دیگر
1. پادماوات
2. تاریخ بابری ; دربارهٔ بابر ; ترجمه از ترکی میرزا آباد الرحیم خان خان
3. تاریخ کشمیر، ترجمه مولانا شاه محمد شاه آبادی از زبان کشمیری.

### جغرافیای هند در زمان اورنگ زیب
شرح هندوستان
- مردم و آداب و رسوم آنها
- گیاهان و جانوران
- جغرافیای صوبه‌ها (ولایات) امپراتوری گورکانی
  - شهرهای اصلی و رودخانه‌ها
  - صنایع دستی و سایر محصولات
  - مکان‌ها و ساختمان‌های جالب
  - تقسیمات فرعی (سرکارها و محلات)، از جمله درآمدها

صوبه‌های زیر در کتاب آورده شده‌است:
1. دهلی قدیم (دهلی)
2. اکبرآباد (آگره)
3. الله آباد
4. اوده
5. بیهار
6. بنگال
7. اودیسا
8. اورنگ‌آباد
9. برار
10. خاندش
11. ملوا
12. اجمیر
13. احمدآباد (گجرات)
14. تهته
15. مولتان
16. لاهور
17. کشمیر
18. کابل

توصیف بسیاری از استان‌ها، به‌ویژه استان‌های دور از منطقه پنجاب بومی نویسنده، از آیین اکبری وام گرفته شده‌است. این کتاب شرح مفصل و اصلی از پنجاب، به ویژه صوبه لاهور و سرکار باتالا را در خود گنجانده‌است.

### پادشاهان هندوی هند
در این بخش گزارشی از حاکمان پیش از اسلام هند و به ویژه شاهان دهلی آمده‌است. این شامل پادشاهان از زمان حاکم افسانه ای پانداوا یودیشتیرا تا رای پیتورا (پریتویراج چاوهان) می‌شود. در این کتاب فهرستی از اسامی فرمانروایان، دوره سلطنت آنها و گزارشی کوتاه از دوره حکمرانیشان آمده‌است. این بخش بیشتر افسانه است تا تاریخ.

### پادشاهان مسلمان هند
در این قسمت جزئیات عصر سلطنت حاکمان مسلمان، از نصیرالدین سبکتگین تا اورنگ زیب، آمده‌است. بخش بزرگی از این فصل از دیگر آثار ذکر شده در پیشگفتار به عاریت گرفته شده‌است. اطلاعات مختص به خلاصة التواریخ شامل گزارشی از رقابت خونین میان اورنگ زیب و برادرانش است.

### مرگ اورنگ زیب
برخی از نسخه‌ها حاوی شرحی در مورد مرگ اورنگ زیب است که توسط یک حاشیه‌نویس درج شده‌است. در این قسمت ذکر شده که اورنگ زیب در احمدنگر دکن درگذشت. تاریخ وفات او روز جمعه بیست و هشتم ذوالقعده سال ۱۱۱۸ هجری قمری سه ساعت پس از طلوع فجر بود. سن او هنگام مرگ ۹۱ سال و ۱۷ روز و ۲ ساعت ذکر شده‌است. مدت سلطنت او ۵۰ سال و ۲ ماه و ۲۸ روز ذکر شده‌است.